# Baileyoxylon
Baileyoxylon is een geslacht uit de familie Achariaceae. Het geslacht telt een soort die voorkomt in de Australische deelstaat Queensland.

## Soorten
- Baileyoxylon lanceolatum C.T.White